# Carl Larsson
Carl Larsson (født 28. maj 1853 i Stockholm, død 22. januar 1919 i Falun) var en svensk kunstner.
Carl Larsson er mest kendt for sine meget præcise skildringer af svensk landlig idyl.
Gaden ved siden af Hôtel Chevillon i Grez-sur-Loing (en), Frankrig er opkaldt efter Carl Larsson.
| - Foto og selvportrætter - Foto 1882 - Med Brita, 1895 - 1895 - 1906 - Selvportræt i det nye atelier, 1912 |

| - Værker af Carl Larsson - Illustration fra Sagor och Berättelser, 1875 H.C. Andersens Under piletræet - Idyl, udateret (anslået beg. 1880'erne) - Gubben og den nye beplanting, akvarel, 1883. - Atelieridyl, hustru og datter, 1885 - Interiør fra Fürstenberggalleriet, 1885 - Mannus' sønner, 1893 Mannus (sv) - Blomstervinduet, 1894 - Krebsefangst, 1897 Kräftfångst - Morgenmad under den store birk, 1896 Frukost under stora björken - Bellman og Johan Tobias Sergel, o. 1896 - Mammas og småpigernes værelse Mammas och småflickornas rum, 1897 - Navnedag i forrådshuset, 1898 Namnsdag på härbret - Køkkenet, ca. 1898 - Gemmeleg, 1898 Kurragömma - August Strindberg, 1899 - Brita som Idun, 1901 Litografi til juleudgaven af tidsskriftet Idun - Sytten år, 1902 - Juleaften, 1904 - Martina med morgenbakke, 1904 - Udenfor blæser sommervinden, 1904 Ute blåser sommarvind - Modellen skriver postkort, 1906 - Azalea, 1906 - Sommermorgen, 1908 - Efter dansen, 1908 - Selma Lagerlöf, 1908 - Gustav Vasas indtog i Stockholm 1523 (påbegyndt 1891, færdiggjort 1908, (sv) Billedet hænger i den øverste trappehal i Nationalmuseet i Stockholm - Detalje af indtoget - Mine venner, tømreren og maleren, 1909 |

| - Under kastanjen, 1912 "Kafferep", kaffesammenkomst (svensk) - Broen, 1912 - Midvinterblot, 1915 (Tolkning af hedningetempel i Uppsala) - Sommer – Høslæt med heste |